# Comuna Pietroșani, Teleorman
Pietroșani este o comună în județul Teleorman, Muntenia, România, formată numai din satul de reședință cu același nume. Se află la extremitatea de sud-est a județului.

## Așezare
Comuna este așezată în sudul României, în lunca Dunării, pe drumul național Giurgiu - Zimnicea (DN5C) și constituie extremitatea de sud-est a județului Teleorman. 
În dreptul localității se varsă râul Vedea, ce se varsă în Dunăre printr-un canal construit în anii '30. 
Distanța pe șosea până la Giurgiu este de 34 de kilometri, iar distanța până la Zimnicea este de 23 de kilometri (distanțe măsurate de la bornele kilometrice din estul și respectiv vestul satului). Față de orașul Alexandria, actuala reședință a județului, comuna se află situată la o distanță de 45 de kilometri.  
Comuna se învecinează cu satul Pietrișu (care aparține comunei Găujani din județul Giurgiu) - la est, cu comuna Bujoru, din județul Teleorman, la sud cu fluviul Dunărea, iar la nord se învecinează cu comuna Gogoșari și cu satul Izvoru, parte a aceleiași comune, ambele aflându-se în județul Giurgiu.

## Demografie
Componența etnică a comunei Pietroșani
     Români (86,25%)
     Romi (2,78%)
     Alte etnii (0,08%)
     Necunoscută (10,88%)
Componența confesională a comunei Pietroșani
     Ortodocși (87,04%)
     Penticostali (1,12%)
     Alte religii (0,79%)
     Necunoscută (11,05%)
Conform recensământului efectuat în 2021, populația comunei Pietroșani se ridică la 2.407 locuitori, în scădere față de recensământul anterior din 2011, când fuseseră înregistrați 2.941 de locuitori. Majoritatea locuitorilor sunt români (86,25%), cu o minoritate de romi (2,78%), iar pentru 10,88% nu se cunoaște apartenența etnică. Din punct de vedere confesional, majoritatea locuitorilor sunt ortodocși (87,04%), cu o minoritate de penticostali (1,12%), iar pentru 11,05% nu se cunoaște apartenența confesională.

## Politică și administrație
Comuna Pietroșani este administrată de un primar și un consiliu local compus din 11 consilieri. Primarul, Emil Picu[*], de la Partidul Național Liberal, este în funcție din octombrie 2020. Începând cu alegerile locale din 2024, consiliul local are următoarea componență pe partide politice:
|  | Partid                          | Consilieri | Componența Consiliului | Componența Consiliului | Componența Consiliului | Componența Consiliului | Componența Consiliului |
|  | ------------------------------- | ---------- | ---------------------- | ---------------------- | ---------------------- | ---------------------- | ---------------------- |
|  | Partidul Național Liberal       | 5          |                        |                        |                        |                        |                        |
|  | Partidul Social Democrat        | 4          |                        |                        |                        |                        |                        |
|  | Alianța pentru Unirea Românilor | 1          |                        |                        |                        |                        |                        |
|  | Partidul România Mare           | 1          |                        |                        |                        |                        |                        |

## Istorie
Satul este atestat documentar la 17 decembrie 1569 și a devenit comună în 1861. Comuna Pietroșani s-a redus la satul cu același nume, cu excepția perioadelor 1925-1930 și 1950-1968, când a avut în componența sa și satul Pietrișu. 
În secolul al XVII-lea și în primele trei decenii ale secolului al XVIII-lea, comuna făcea parte din plasa Marginea a județului Teleorman.
La mijlocul secolului al XVIII-lea, trece în plasa Marginea a județului Vlașca, iar în perioada 1829-1845 este din nou arondat județului Teleorman, iar din anul 1845 și până în anul 1950, comuna a făcut parte din județul Vlașca. 
La sfârșitul secolului al XIX-lea, localitatea avea o populație de 1151 de locuitori, și funcționau aici biserica și o școală mixtă.
Anuarul Socec din 1925 consemnează comuna în plasa Dunărea a aceluiași județ și cu o populație de 760 de locuitori.
În anul 1950, comuna a trecut în administrația raionului Zimnicea al regiunii Teleorman, raion care, doi ani mai târziu, a fost inclus în regiunea București.
În anul 1968, comuna a trecut la județul Teleorman, în actuala structură.
De-a lungul timpului, proprietarii mai importanți ai moșiei Pietroșani au fost domnitorul Șerban Cantacuzino (care a stăpânit moșia între anii 1667-1688), Mănăstirea Comana (a stăpânit partea de moșie dinspre Pietrișu în secolul al XVIII-lea), boierii frați Dimitrie și Hristodor Lapati (între 1795-1851), domnitorul Barbu Știrbey (în perioada 1859-1869), principele Dimitrie Barbu Știrbey, fiul domnitorului (între anii 1870-1913).
În anul 1919 pe proprietatea expropriată care aparținuse familiei boierești Știrbey a luat ființă ferma-model Pietroșani, condusă de inginerul agronom Marius Constantinescu, transformată apoi în întreprindere agricolă de stat în timpul regimului comunist. 
Începând din secolul al XVIII-lea și până în anul 1945 a existat la Dunăre o schelă, ceea ce conferea localității Pietroșani statutul unui punct vamal și comercial. 
În anul 1812 frații Lapati au ctitorit biserica "Sfânta Treime", iar în anul 1949, s-a sfințit biserica "Adormirea Maicii Domnului" de către patriarhul Justinian. 
Școala a luat ființă în anul 1837, iar după primul război mondial comuna Pietroșani avea patru școli și anume de băieți, de fete, de economie casnică, de ucenici agricoli. Este demn de a fi amintit numele învățătorului Teodor Popescu, autor de manuale, director al școlii de băieți, revizor școlar al județului Vlașca. 
În Războiul de Independență comuna Pietroșani a dat 2 eroi, în Primul Război Mondial, 139 eroi, iar în Al Doilea Război Mondial, 81 eroi, numele lor fiind înscrise pe trei monumente ridicate în memoria acestora. De asemenea, în revoluția anticomunistă din decembrie 1989 comuna Pietroșani a dat încă un militar erou, în memoria căruia s-a ridicat un monument în curtea bisericii. 
Populația satului Pietroșani a atins un maxim în anul 1956 (6527 locuitori), iar a comunei Pietroșani (împreună cu satul Pietrișu) a atins un maxim în anul 1959 (8195 locuitori).

## Monumente istorice
14 monumente se găsesc în comuna Pietroșani, printre care: situl arheologic Locul Popilor din sud-vestul comunei, conținând ruinele castrului roman de la Reca, ruinele bisericii "Sf. Treime" care datează din anul 1812, ruinele morii Lapați-Știrbey care datează din prima parte a secolului al XIX-lea, conacul Știrbey, care datează din a doua jumătate a secolului al XIX-lea, casa Petre Rădulescu care datează din anul 1891, casa Tache Nuțu - actuala primărie și vechea primărie - actuala poștă, ambele datând din anul 1900, școlile vechi (una datează de la mijlocul secolului al XIX-lea iar  cealaltă din anul 1908), spitalul - actualul cabinet medical (dinainte de Primul Război Mondial), casa Paraschiv Cristescu care datează din anul 1912, casa și moara lui Petre Scărlătescu care datează din anul 1912, monumentul eroilor din Primul Război Mondial, realizat de sculptorul Dimitrie Mățăuanu, casele lui Lilică Voivozeanu și Stancu Voinea, toate trei datând din anul 1928 și casa lui Petre Oprea, care datează din anul 1930.